# Findabair
Findabair of Finnabair is een personage in de Ulstercyclus.
Finnabair is de dochter van Ailill en Medb en was aanvankelijk verloofd met Fráech mac Idad, maar Medb stelde als voorwaarde dat deze mee zou doen met de Runderroof van Cooley. Tijdens deze tocht werd Fráech gedood door Cú Chulainn. Findabair werd hierna door Medb beloofd aan verschillende krijgers als zij Cú Chulainn zouden verslaan.